# 切福纳克 (阿拉斯加州)
切福纳克（英語：Chefornak），是美国阿拉斯加州的一座城市。该市的人口在2000年为394人，2010年有418人。人口在阿拉斯加州排行第66。